# 常熟話
常熟话（吴语拼音：Janzhoh Shehwu）是吴语太湖片-苏沪嘉小片中一种方言。其最有特色的地方就是清浊音、尖团音和平翘舌音分明，也是吴语里保留古汉语音最完整的方言。
其含有33个声母、50个韵母和8个声调。